# Mirko Basaldella

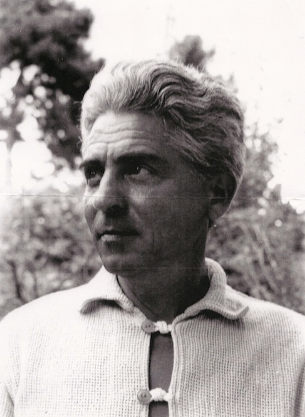
Mirko Basaldella

Mirko Basaldella (* 28. September 1910 in Udine, Italien; † 24. November 1969 in Cambridge, Massachusetts, USA) war ein italienisch-amerikanischer Bildhauer, Maler und Zeichner.

## Leben
Mirko Basaldella nannte sich mit Künstlernamen meist nur „Mirko“. Er kam aus einer Künstlerfamilie, seine Brüder Afro und Dino Basaldella waren ebenfalls Künstler von internationalem Rang.
Mirko Basaldella studierte Kunst an der Accademia di belle arti di Firenze und an der Scuola di arti applicate di Monza bei Arturo Martini. Mit Martini arbeitete er in Monza von 1930 bis 1932 zusammen. Von 1932 bis 1934 arbeiteten beide Brüder Afro und Mirko in Mailand in Arturo Martinis Atelier.
Seine erste wichtige Ausstellung hatte Mirko aber bereits im Oktober 1928, als er mit seinen beiden Brüdern Dino und Afro Basaldella und Alessandro Filipponi an der I° Mostra della Scuola friulana d'avanguardia (1. Ausstellung der friaulischen Avantgarde-Schule) teilnahm.
Im Jahr 1934 zog Mirko nach Rom. In Rom stellte er mit seinem Bruder und anderen Künstlern in der Galerie Comet aus. Ebenfalls im Jahr 1934 wurden seine Arbeiten in der Galleria Sabatello in Rom ausgestellt. Er fertigte vornehmlich Bronze-Skulpturen. Im Jahr 1936 folgte dann seine erste Einzelausstellung in der Galerie Comet. Ebenfalls 1936 war Mirko Teilnehmer der Biennale von Venedig und stellte im selben Jahr zusammen mit seinem Bruder Afro in der Galerie Mint in Turin aus. In den folgenden Jahren hatte Mirko unter anderem Ausstellungen in Rom und New York.
In den Jahren 1946 bis 1947 experimentierte Mirko malerisch mit der post-kubistischen und einer an der Metaphysischen Malerei angelehnten Bildsprache.
In den Jahren 1948 bis 1954 hatte Mirko zahlreiche Einzelausstellungen in New York, Rom und Mailand und schuf etliche monumentale Skulpturen. Mirko war Teilnehmer der documenta 1 (1955) und der documenta II (1959) in Kassel.
1957 zog Mirko in die USA und war dort, bis zu seinem Tod im Jahr 1969, Direktor des Design Workshops (Bildhauerei) an der Harvard University in Boston. 1958 wurde er mit einem Antonio-Feltrinelli-Preis ausgezeichnet. 1961 wurde er in die American Academy of Arts and Sciences gewählt.